# Wapen van Drimmelen

Het gemeentewapen van Drimmelen

Het wapen van de gemeente Drimmelen is het gemeentewapen van de Nederlandse gemeente Drimmelen in Noord-Brabant. Het wapen van Drimmelen kan ook verwijzen naar het historische wapen van de heerlijkheid Drimmelen. De huidige gemeente Drimmelen is een fusiegemeente van Made en Drimmelen, Terheijden en Hooge en Lage Zwaluwe. De gemeente heeft vanaf zijn oprichting in 1997 tot 2024 geen gemeentewapen gevoerd. Op 19 maart 2024 werd bij koninklijk besluit een nieuw wapen aan de gemeente verleend door de Hoge Raad van Adel. In het wapen komen de kleuren uit de wapens van voorgaande gemeenten terug. Het oude wapen van de heerlijkheid Drimmelen, naamgever van de gemeente, wordt als hartschild gebruikt.

## Blazoen

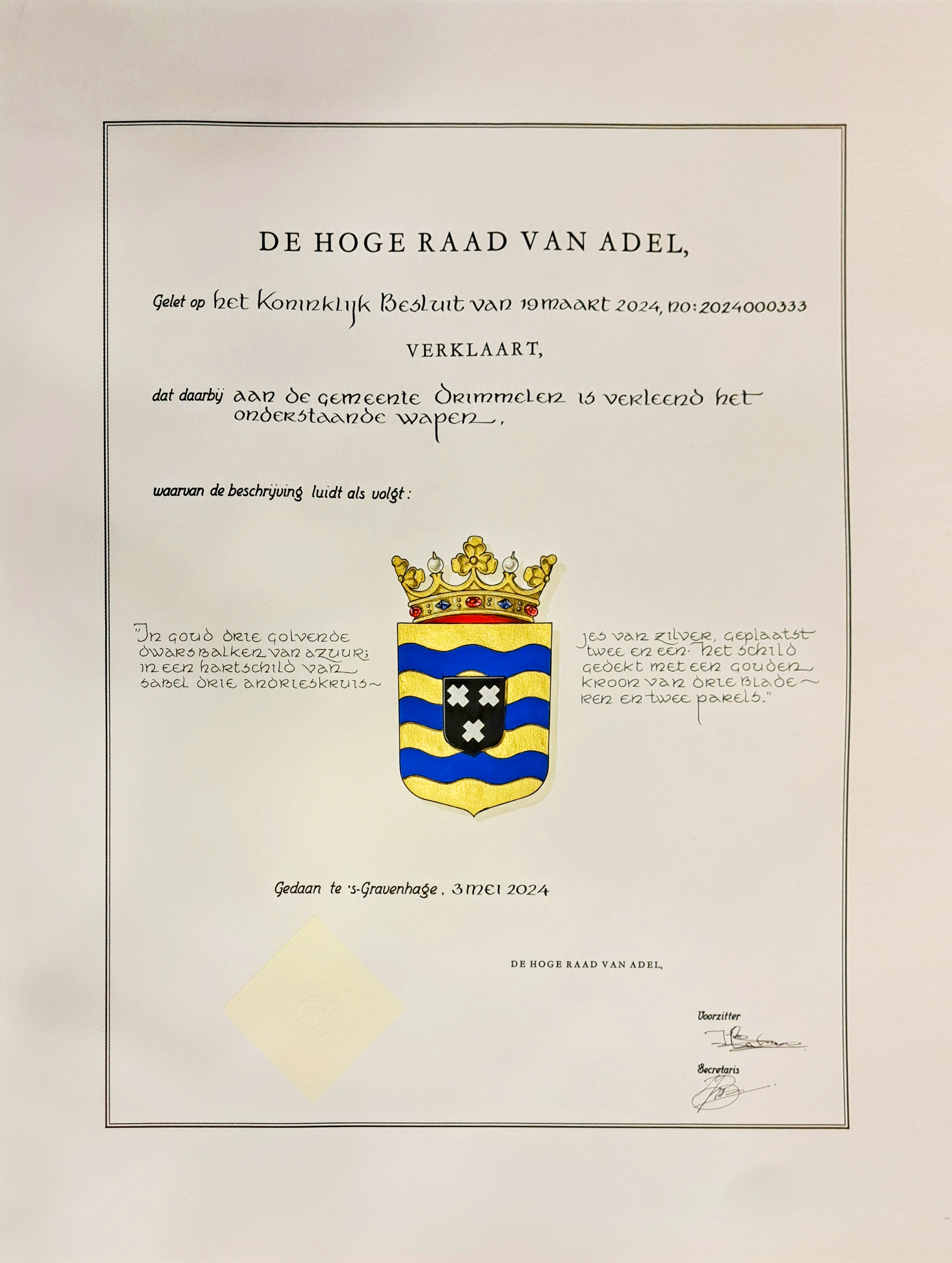
Het wapendiploma van de gemeente Drimmelen

De beschrijving van het wapen luidt:
In goud drie golvende dwarsbalken van azuur; in een hartschild van sabel drie andreaskruisjes van zilver, geplaatst twee en een. Het schild gedekt met een gouden kroon van die bladeren en twee parels.
De heraldische kleuren zijn goud (geel), azuur (blauw), sabel (zwart) en zilver (wit). De rangkroon is een gravenkroon, die door elke Nederlandse gemeente in het wapen gevoerd mag worden. 
De kleuren goud en azuur zijn de rijkskleuren die gebruikt werden in de oude wapens van Made (en Drimmelen), Terheijden en Hoge en Lage Zwaluwe. De drie dwarsbalken vertegenwoordigen deze drie voormalige gemeenten en symboliseren het water dat een definiërende rol speelt in de gemeente; de gemeente staat bekend als de voortuin van de Biesbosch en wordt begrensd door het water van de Amer, de Mark en het Wilhelminakanaal. Vooral in de geschiedenis werd het lot van de dorpen in dit gebied bepaald door de loop van de Middeleeuwse Maas, de voortdurende strijd tegen het water, en de Sint Elisabethsvloed die veel van de plaatsen in de huidige gemeente compleet verwoeste en dwong elders te herbouwen. 
Het hartschild is het oude wapen van de heerlijkheid Drimmelen, naamgever van de gemeente. Dit wapen stamt al van voor 1402 en is daarmee met afstand het oudste wapen uit de gemeente en een van de oudste gemeentewapens van Nederland.

## Geschiedenis
De gemeente Drimmelen is in 1997 ontstaan door samenvoeging van de gemeentes Made en Drimmelen, Terheijden en Hooge en Lage Zwaluwe. Aanvankelijk heette de gemeente Made, maar in 1998 werd de gemeente hernoemd tot Drimmelen. Na de vorming van de gemeente is nooit een gemeentewapen aangevraagd en lange tijd was de gemeente Drimmelen samen met Sittard-Geleen de enigen gemeenten zonder gemeentewapen. Pas bij het 25 jarig bestaan van de gemeente is door de op dat moment nieuwe burgemeester Boy Scholtze het initiatief tot een nieuw gemeentewapen genomen. Op 16 mei 2024 werd het wapendiploma aan burgemeester Scholtze overhandigd. 
Het huidige wapen verleent in 2024 is in kleurstelling een continuering van de oude gemeentewapens. Aanvankelijk is er vanuit de gemeente onder begeleiding van een heraldicus een voorstel gedaan waarin de oude gemeentewapens van Made en Drimmelen, Terheijden en Hooge en Lage Zwaluwe vrijwel in hun geheel terug kwamen. Dit voorstel was een gevierendeeld wapen met het wapen van de heerlijkheid Drimmelen eveneens als hartschild. In het eerste kwartier stonden de drie golvende balken in azuur op goud, in het tweede kwartier het oude wapen van Made, in het derde kwartier het wapen van Terheijden en in het vierde kwartier het wapen van Hoge en Lage Zwaluwe in een kleuromkering van azuur op goud. De Hoge Raad van Adel adviseerde een versimpeling van dit wapen waarbij de figuren van oude gemeentewapens zouden vervallen.
De opgeheven gemeente Made en Drimmelen voerde van 1947 tot 1997 al een gemeentewapen in de huidige kleuren met de drie andreaskruisjes. Dit was een gedeeld wapen met aan de ene kant het oude wapen van Made, en aan de andere het oude wapen van de heerlijkheid Drimmelen. Voor 1947 gold enkel het wapen van Made, ontworpen in de Franse tijd. Het was een van de weinige Bataafse wapens die na stichten van het Soeverein Vorstendom der Verenigde Nederlanden mocht blijven bestaan omdat Made (inclusief Drimmelen) gedurende de Franse tijd bestuurlijk los is gemaakt van Geertruidenberg. In 1817 is dit wapen bevestigd in de rijkskleuren. Het oude wapen van het dorp Drimmelen stamt van het wapen van de oude heerlijkheid Drimmelen, die zijn wapen ontleende aan Willam van Driemylen zoals al stond vastgesteld in het Wapenboek Beyeren in 1402. Laatstgenoemd wapen bestaat uit drie andreaskruisjes van zilver op zwart. Het patroon van de drie andreaskuizen, waarvan twee boven en een onder is geplaatst (staande twee en één), komt veel voor op wapens in de regio en is in de meeste gevallen afgeleid van het wapen van Breda en de heren van Breda, wat weer een kleur omkering is van het wapen van de graven van Strijen. 

## Verwante wapens
Hieronder staan de oude wapens van Drimmelen, Made, de Made en Drimmelen, Terheijden en Hoge en Lage Zwaluwe. In 1997 verloren de laatste drie van hen hun officiële status. Na 27 jaar geen wapen te voeren is de continuïteit nu hersteld met een nieuw gemeentewapen dat de oude kleuren en het wapen van Drimmelen voortzet.

Wapen van Willem van Drimmelen omstreeks 1400 (Wapenboek Beyeren)
Wapen van heerlijkheid Drimmelen
Het wapen van Made (en Drimmelen) (1817 - 1947)
Het wapen van Made en Drimmelen (1947 - 1997)
Wapen van Terheijden 1817-1961
Wapen van Terheijden 1961-1997
Wapen van Hooge en Lage Zwaluwe 1817-1997